# Hancock County (Tennessee)
Hancock County ist ein County im Bundesstaat Tennessee der Vereinigten Staaten. Das U.S. Census Bureau hat bei der Volkszählung 2020 eine Einwohnerzahl von 6.662 ermittelt. Der Verwaltungssitz (County Seat) ist Sneedville.

## Geographie
Das County liegt im Nordosten von Tennessee, grenzt im Norden an Virginia und hat eine Fläche von 579 Quadratkilometern, wovon 3 Quadratkilometer Wasserfläche sind. Es grenzt im Uhrzeigersinn an folgende Countys: Lee County (Virginia), Scott County (Virginia), Hawkins County, Grainger County und Claiborne County.

### Ortschaften
- Kyles Ford
- Sneedville
- Treadway

## Geschichte
Hancock County wurde am 7. Januar 1844 aus Teilen des Claiborne County und des Hawkins County gebildet. Benannt wurde es nach John Hancock, dem ersten Gouverneur von Massachusetts und Präsident des Kontinentalkongresses.

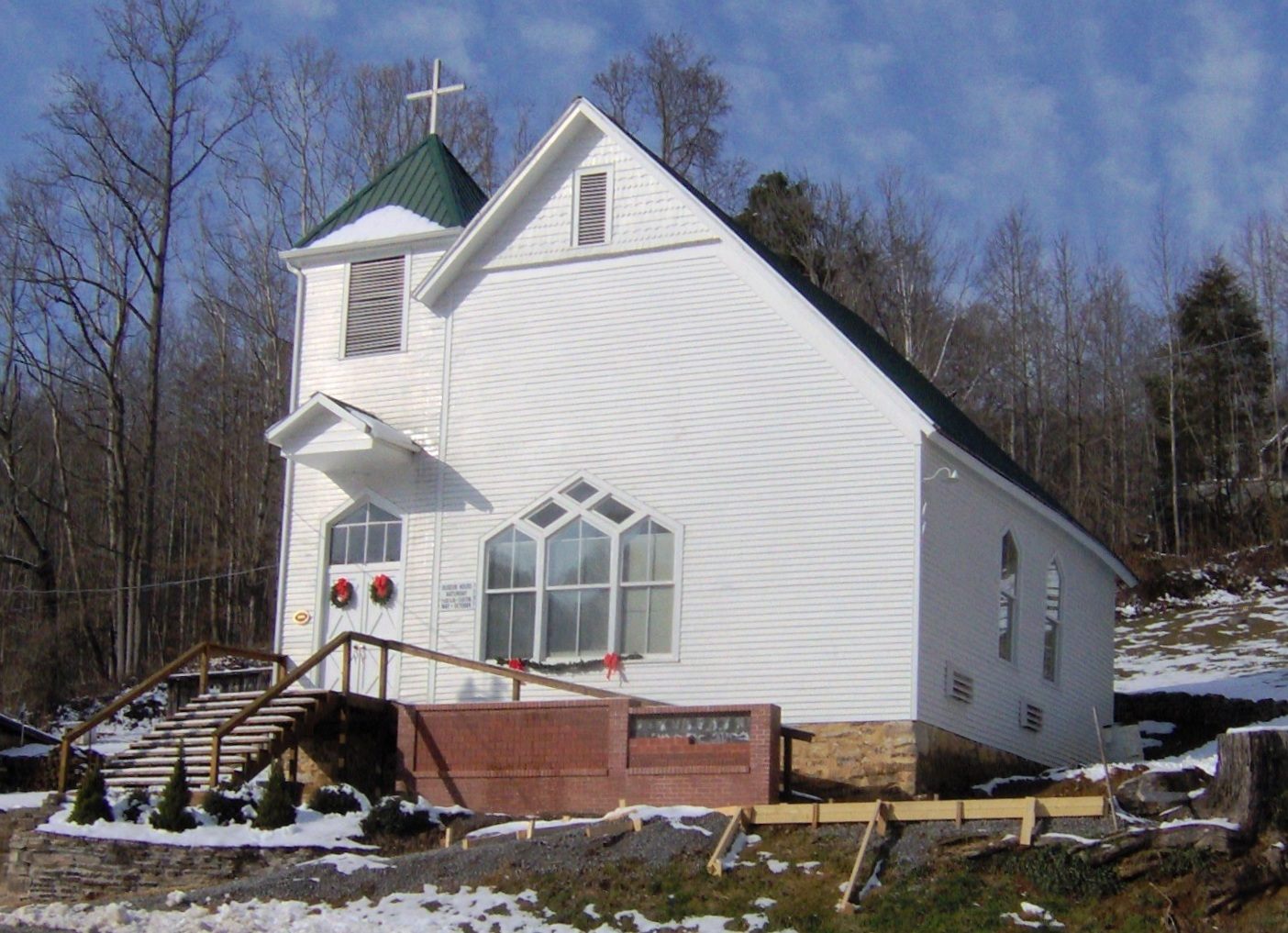
Kirche im Vardy School Community Historic District, der einer von zwei Einträgen des Countys im NRHP ist.

Zwei Bauwerke und Stätten des Countys sind im National Register of Historic Places (NRHP) eingetragen (Stand 16. August 2018).

## Demografische Daten

Alterspyramide Hancock County

Nach der Volkszählung im Jahr 2000 lebten im Hancock County 6.786 Menschen in 2.769 Haushalten und 1.938 Familien. Die Bevölkerungsdichte betrug 12 Einwohner pro Quadratkilometer. Ethnisch betrachtet setzte sich die Bevölkerung zusammen aus 97,91 Prozent Weißen, 0,49 Prozent Afroamerikanern, 0,24 Prozent amerikanischen Ureinwohnern, 0,07 Prozent Asiaten, 0,01 Prozent Bewohnern aus dem pazifischen Inselraum und 0,34 Prozent aus anderen ethnischen Gruppen; 0,94 Prozent stammten von zwei oder mehr Ethnien ab. 0,37 Prozent der Bevölkerung waren spanischer oder lateinamerikanischer Abstammung.
Von den 2.769 Haushalten hatten 31,0 Prozent Kinder und Jugendliche unter 18 Jahre, die bei ihnen lebten. 55,1 Prozent waren verheiratete, zusammenlebende Paare, 11,0 Prozent waren allein erziehende Mütter und 30,0 Prozent waren keine Familien. 27,7 Prozent waren Singlehaushalte und in 13,5 Prozent lebten Personen im Alter von 65 Jahren oder darüber. Die Durchschnittshaushaltsgröße betrug 2,39 und die durchschnittliche Haushaltsgröße betrug 2,91 Personen.
23,1 Prozent der Bevölkerung waren unter 18 Jahre alt, 8,8 Prozent zwischen 18 und 24, 26,9 Prozent zwischen 25 und 44, 25,5 Prozent zwischen 45 und 64 und 15,7 Prozent waren älter als 65. Das Durchschnittsalter betrug 39 Jahre. Auf 100 weibliche Personen kamen statistisch 95,1 männliche Personen und auf 100 Frauen im Alter von 18 Jahren und darüber kamen 94,3 Männer.
Das jährliche Durchschnittseinkommen eines Haushalts betrug 19.760 USD, das Durchschnittseinkommen der Familien betrug 25.372 USD. Männer hatten ein Durchschnittseinkommen von 23.150 USD, Frauen 18.199 USD. Das Prokopfeinkommen betrug 11.986 USD. 25,3 Prozent der Familien und 29,4 Prozent der Einwohner lebten unterhalb der Armutsgrenze.

## Kultur
Hancock County ist insbesondere bekannt für seine Melungeon Bevölkerung, die von europäischen, afrikanischen und indianischen Vorfahren abstammen. Die Vardy Community School, die als einzige Institution den Kindern der Melungeons eine Schulbildung ermöglichte, ist nun eine historische Stätte im Gebiet der Newmans Ridge.